# Tanytarsus hjulorum
Tanytarsus hjulorum är en tvåvingeart som beskrevs av Ekrem och Dionys Rudolf Josef Stur 2007. Tanytarsus hjulorum ingår i släktet Tanytarsus och familjen fjädermyggor. Inga underarter finns listade i Catalogue of Life.